# Denwa
Denwa és un riu de Madhya Pradesh al districte d'Hoshangabad que corre per l'est i nord de la serra de Mahadeopahar; després del seu recorregut es dirigeix a l'oest i va a trobar al riu Tawa en el que desaigua a pocs kilòmetres de Bagri. El bosc de Denwa, cobria uns 259 km² de la vall al costat del riu, i era especialment ric en bona fusta.